# خورشیدگرفتگی ۹ مارس ۲۰۳۵
خورشیدگرفتگی ۹ مارس ۲۰۳۵ (به انگلیسی: Solar eclipse of March 9, 2035) یک خورشیدگرفتگی از نوع خورشیدگرفتگی حلقه‌ای است. این خورشیدگرفتگی در تاریخ ۹ مارس ۲۰۳۵ میلادی (‎۱۸ اسفند ۱۴۱۳ خورشیدی) روی خواهد داد که زمان اوج آن، ساعت ۲۳:۰۵:۵۴ به‌وقت ساعت هماهنگ جهانی است. مدت زمان و طول این خورشیدگرفتگی ۰ دقیقه و ۴۸ ثانیه خواهد بود.